# (2919) Dali
(2919) Dali est un astéroïde de la ceinture principale. Il a été ainsi baptisé en hommage à Salvador Dalí (1904-1989), peintre surréaliste espagnol.
Il fut découvert par Schelte J. Bus en 1981.